# Civar Çetin
Civar Çetin (* 1. Januar 1992 in Derik) ist ein türkischer Fußballspieler.

## Spielerkarriere

### Verein
Çetin begann mit dem Vereinsfußball in der Jugend von Bucaspor. Hier erhielt er im Sommer 2008 einen Profivertrag, wurde aber weiterhin fast drei Jahre lang nur in der Jugend- bzw. Reservemannschaft eingesetzt. Zum Ende der Spielzeit 2010/11 wurde er vom Trainer Sait Karafırtınalar in den Profikader aufgenommen. Sein Profidebüt gab er dabei am 30. April 2011 bei der Erstligabegegnung gegen Antalyaspor. Neben seiner Tätigkeit bei den Profi während der Spielzeit 2011/12 spielte er auch für die Reservemannschaft und konnte mit dieser in der TFF A2 Ligi die Vizemeisterschaft erreichen.
Für die Spielzeit wurde Vardar an den Ligakonkurrenten Adana Demirspor ausgeliehen. Später kam dieser Ausleihvertrag nicht zustande, sodass Çetin bei Bucaspor blieb.
Nachdem Çetin die Hinrunde der Saison 2013/14 als Leihespieler bei Batman Petrolspor verbracht hatte, wurde er für die Rückrunde an Trabzon Akçaabat FK ausgeliehen.

### Nationalmannschaft
Çetin durchlief ab die türkische U-17- und die U-19-Nationalmannschaften.

## Erfolge
Bucaspor A2 (Rerservemannschaft)
- Vizemeisterschaft der TFF A2 Ligi (1): 2011/12